# 9220 Yoshidayama
A 9220 Yoshidayama (ideiglenes jelöléssel 1995 XL1) a Naprendszer kisbolygóövében található aszteroida. Kobajasi Takao fedezte fel 1995. december 15-én.